# Achelia transfuga
Achelia transfuga là một loài nhện biển trong họ Ammotheidae. Loài này thuộc chi Achelia. Achelia transfuga được miêu tả khoa học năm 1954 bởi Stock.